# Iced Earth
Iced Earth é uma banda de heavy metal de Tampa, na Flórida, que combina influências de thrash metal, power metal, metal progressivo e ópera. Principal compositor e guitarrista, Jon Schaffer é o único membro original da banda. O ex-vocalista Matthew Barlow, e o ex-guitarrista Randall Shawvados Unidos no dia 11 de setembro de 2001 a deixar a banda e se tornar um policial. No entanto, ele voltou para o grupo no final de 2007, fazendo seu retorno no Chicago Powerfest 2008, e permaneceu na banda até o dia 6 de agosto de 2011, quando se afastou por alegar que precisava de mais tempo com a família.

## História

### O Início

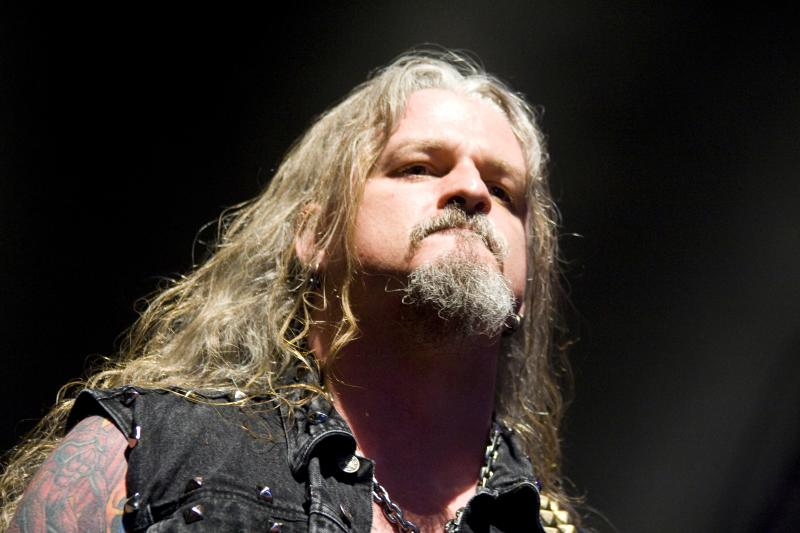
Jon Schaffer é a figura central do Iced Earth desde sua formação, em 1985.

A história do grupo começou em 1985, quando o guitarrista e líder Jon Schaffer (então com 16 anos) montou o The Rose na cidade de Indianápolis. O nome não vingou e acabou sendo trocado para Purgatory.[carece de fontes?] Com o Purgatory se tornando mais estável, o próximo passo natural seria a começar a produzir demos. Eram bem simples no começo, mas com o passar do tempo, se tornaram muito mais profissionais. A primeira demo da banda foi produzida em 1985, em um gravador de 4 canais e teve o nome de "Burning Oasis". No final de 1985, a banda produziu uma demo com 2 faixas, intitulada de "Psychotic Dreams", no estúdio Morrisound. Em seguida, no começo de 1986, veio a demo de também 3 faixas, "Horror Show". A banda mesmo é quem preparava a capa das demos e as copiava no Kinko, para os encartes. Eles também compravam fitas  cassetes virgens e gravavam as demos em um gravador, que continha dois decks para as fitas. Apesar da artilharia da banda ser bem simples nesse estágio inicial, estavam fazendo o máximo que podiam, dentro de seus limitados recursos. Esse talento criativo também transparecia nas performances ao vivo da banda. O Purgatory subia no palco com fantasias e dava a seus fãs um espetáculo matador, tanto visual quanto musicalmente. Isso incluía uma abordagem única em relação a música, assim como davam vida às suas composições de forma mais real possível, através do seu set-list . Alguns exemplos deste set de palco incluíam fogos de artifício e explosões, truques simulando um derramamento de sangue, mascotes mascarados, etc.. Tudo isso ajudou a banda a se distinguir dos demais artistas na cena de Tampa.

### Iced Earth
No começo de 1988 Jon descobriu que já existia outra banda sob o nome de Purgatory, que havia acabado de assinar contrato com uma gravadora alternativa, o forçando assim a mudar o nome de sua banda. Ele se lembrou de seu melhor amigo em Indiana, a quem perdeu para um acidente de moto, que insistentemente dizia que as duas palavras, "Iced" e "Earth", sempre formaram um nome ideal para uma banda, surgindo o nome Iced Earth. Jon se sentia confortável o suficiente com a banda e com suas habilidades de compositor e músico, que o levaram a buscar um contrato com alguma gravadora. Jon consultou alguns de seus contatos para receber alguns conselhos e aprendeu que a melhor forma de conseguir o que almejava seria através de uma divulgação maciça. A hora era conveniente para uma demo-tape profissional, que poderia circular amplamente. A banda começou a gravar Enter the Realm, a demo que iria fazer com que eles conseguissem um contrato, em Janeiro de 1988, onde o foco principal era uma alta qualidade sonora. Isso incluía a qualidade da gravação (a banda usou o estúdio Morrisound), uma embalagem profissional, o preço (10 dólares na época) e uma distribuição independente. Fabricada no começo de 1989, um total de 1000 demos foram produzidas, sendo 500 usadas para promoção. As outras 500 foram vendidas aos fãs.
Jon trabalhou com seus contatos na indústria da música para buscar quaisquer endereços que ele podia encontrar, os enviando as demos. Ele ia com um saco plástico cheio de demos até o correio e as mandava para qualquer lugar. A demo foi enviada por toda América do Norte, Europa e outros lugares . A tática de promoção maciça funcionou, visto que a demo teve uma boa repercussão no underground europeu e começou a receber ótimas resenhas na Alemanha, Itália, Bélgica, França, Grécia e outros países. A resposta foi particularmente forte na Alemanha, onde a demo foi votada como demo do mês, na respeitada revista Hard Rock Magazine (que mais tarde iria elegê-la como a demo do ano, em uma edição posterior). Estava ficando claro que o Iced Earth era uma força a ser comentada e seria apenas uma questão de tempo até que uma gravadora a notasse.
A banda negociou com várias gravadoras e, em Junho de 1990, assinaram um contrato com a Century Media. A Century Media se diferenciou das outras devido ao seu olhar para o futuro e sua vontade de ter uma relação duradoura com a banda. O principal objetivo de Jon, que o fez até sair de casa, agora havia sido alcançado quando o Iced Earth conseguiu um contrato com uma gravadora e o próximo capítulo na história poderia começar.

### Primeiro álbum
O próximo passo seria entrar em estúdio e trabalhar em seu primeiro álbum. O debut que trazia o mesmo nome que a banda, foi lançado em Novembro de 1990 na Europa e em Fevereiro de 1991 nos Estados Unidos. Jon viajou para a Europa em Novembro de 1990 para promover o álbum e a banda já tinha criado um certo nome por lá. Durante a turnê promocional, Jon teve a chance de conhecer Hansi Kürsch, líder da banda alemã Blind Guardian. Jon e Hansi sentiram uma química instantânea e já traçaram planos de suas bandas saírem em turnê juntas, depois do lançamento do álbum do Iced Earth. Isso se tornou realidade entre Fevereiro e Março de 1991, quando o Iced Earth abriu para o Blind Guardian em sua primeira turnê europeia como "headliners" (banda principal). O primeiro show desta turnê foi na cidade de Hamburgo, na Alemanha.
Quando a banda voltou para casa, após a turnê triunfante, Jon estava com um ótimo espírito. Sua veia criativa estava pulsando, tornando-se a hora certa para voltar ao estúdio e trabalhar na próxima criação do Iced Earth. Com o começo das composições para o álbum, se tornou óbvio que algumas mudanças na banda deveriam ser feitas. Jon estava evoluindo como compositor, e algumas coisas do novo material requeriam habilidades e competência que a formação atual não possuía. Por isso, as mudanças refletiram na saída do vocalista e do baterista. Assim Jon pôde ter um pouco mais de conforto quando a nova formação entrou em estúdio para gravar o sucessor de seu primeiro álbum. As mudanças não foram muito bem recebidas pela imprensa, mas Jon manteve sua posição. Ele não iria deixar que algumas críticas sobre a nova formação por parte da mídia afetassem os seus planos para o segundo álbum da banda.

### Night of the Stormrider
Jon e os rapazes lançaram Night of the Stormrider exatamente 12 meses depois de seu primeiro trabalho. O álbum foi recebido com um sucesso imediato, sendo um grande passo para a banda. Também foi melhor recebido nos EUA do que o seu precursor, chegando a tocar inclusive em algumas estações de rádios de metal americanas. O disco também levou a banda ao mercado japonês, onde Angels Holocaust chegou a tocar regularmente nas rádios locais. "Night Of The Stormrider" recebeu uma nota 92 (de 100) na respeitada revista Burn! Magazine, no Japão.
Night Of The Stormrider se tornou o álbum mais vendido da banda, e se manteve neste posto até ser ultrapassado pelo disco Something Wicked This Way Comes, que viria a ser lançado mais tarde. Mas ainda mantém sua distinção como sendo o álbum mais vendido do Iced Earth no Japão. Depois do lançamento do disco, a banda voltou à Europa, onde saiu em turnê mais uma vez ao lado do Blind Guardian. Esta foi mais um sucesso, visto que as duas bandas haviam crescido desde a última turnê e poderiam oferecer uma performance ainda melhor paras suas crescentes legiões de fãs.
Como uma das bandas originais da Century Media, o Iced Earth deu uma grande contribuição para todo o faturamento da gravadora. Com a banda continuando a crescer, Jon se deu conta que a banda não estava ganhando os benefícios de todo o seu trabalho pesado. Na verdade, nada do dinheiro que a gravadora ganhava com a banda acabava nos bolsos da mesma. Os membros da banda ainda tinham que fazer um esforço para se manterem, mesmo tendo dois álbuns de sucesso como crédito. A gravadora também usou os ganhos que teve com a banda para encobrir os impactos negativos que eles já haviam criado, por causa de decisões erradas em negócios. Isso não parecia justo para Jon e algumas mudanças deveriam ser feitas. A banda literalmente chegou a um dilema com sua gravadora, exigindo que seu contrato fosse renegociado antes que as coisas fossem para frente.

### Tempos difíceis

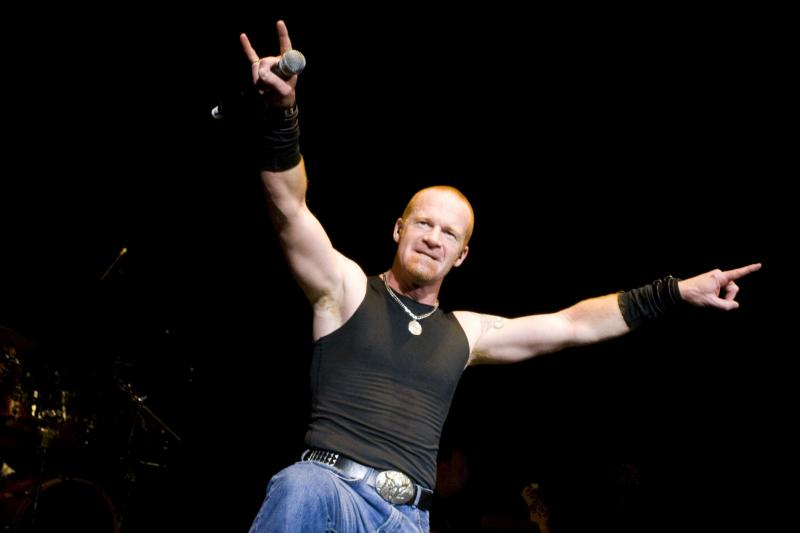
Matt Barlow juntou-se à banda em 1995 para o disco Burnt Offerings.

Também havia alguns desafios com a formação. Embora a banda achasse que havia encontrado um grande vocalista em John Greely, também o acharam uma pessoa bem difícil de  se lidar. Mudanças tiveram que ser feitas, onde a banda conseguiu trazer Matthew Barlow para compor o time.
Enquanto a banda estava passando por esta turbulência, Jon começou a compor para o terceiro álbum do Iced Earth. Devido aos problemas citados acima, Burnt Offerings só foi lançado três anos mais tarde, em Abril de 1995. Os tempos difíceis se refletiram na música e o resultado foi um álbum tão obscuro quanto amargo. Tinha um ponto alto em todo o processo entretanto, e este foi o épico que fechava o álbum, intitulado Dante’s Inferno. Com uma duração de mais de 16 minutos, este épico era uma jornada diferente de qualquer outra. Era cheia de reviravoltas,com geniais mudanças de andamento, riffs fritados porém inteligentes, melodias assustadoras e carregadas de alma, e uma atmosfera geral tremenda. O álbum teve uma recepção regular na maioria dos países. Foi um pequeno passo à frente para a banda nos EUA, mas não chegou a grandes proporções em nenhum outro lugar.

### The Dark Saga
A banda estava agora em uma encruzilhada: O Iced Earth já tinha visto tanto o lado bom quanto o ruim do mundo da música. Assim que Jon voltou à sua tarefa de escrever para o próximo álbum, ele teve uma ideia que possuía um grande potencial: Criar um álbum baseado no personagem de Todd McFarlane, Spawn
, e sua história. Esta era uma ótima ideia por diversas razões. Primeiro, oferecia um tremendo potencial para as composições, já que Jon teria a chance de cobrir todo o espectro de emoções do ser humano dentro de uma complexa linha de história. Também daria a chance de Jon criar mais um álbum conceitual, criando uma conexão entre todas as músicas ligadas a um único tema. E finalmente, permitiria a banda algumas oportunidades de benefício mútuo dentro da indústria de quadrinhos (onde é conhecido o personagem "Spawn"). The Dark Saga foi lançado em Junho de 1996, recebendo excelentes resenhas desde o começo. O álbum teve grande sucesso pela Europa e restabeleceu a banda como de primeiro escalão. O álbum também deu à banda a chance de fazer uma longa turnê, e eles aproveitaram cada oportunidade que lhes foi oferecida. Durante a turnê Summer Metal Meetings em 1996, a banda estava tendo uma performance eletrizante em Berlim. Durante uma das músicas, enquanto Jon estava no palco, ele sentiu uma pontada em seu pescoço. Ele continuou a turnê e continuou a se portar como um louco no palco, mas era óbvio que algo estava errado. Quando ele retornou aos EUA, ele descobriu que havia danificado três de suas vértebras do pescoço. Isso queria dizer que Jon deveria enfrentar uma tremenda dor em suas performances até ele achar tempo para fazer uma cirurgia corretiva.
No entanto, não havia tempo para desperdiçar. Ele queria sustentar o sucesso momentâneo do "The Dark Saga" e construir sua crescente massa de fãs. O Iced Earth decidiu voltar no tempo e dar aos seus fãs uma nova chance para que eles conhecessem o material mais antigo da banda. Eles decidiram pegar algumas faixas de seus três primeiros álbuns, assim como as músicas da demo Enter the Realm, e regravá-las com sua melhorada formação tendo Brent Smedley na bateria, Jimmy MacDonough no baixo e Matthew Barlow nos vocais. Esse foi um projeto ambicioso que resultou no lançamento de Days of Purgatory. Um notável acontecimento durante este período foi a primeira oportunidade da banda sair em turnë nos EUA. Eles receberam reconhecimento através do seu trabalho com o "The Dark Saga" e foram capazes de transformar isto em uma mini turnê no Centro-Oeste dos EUA, em Agosto de 1997.
Outra mudança na formação podia ser vista no horizonte. Randy Shawver, guitarrista solo, estava começando a perder seu entusiasmo para com a banda e queria se focar em outros aspectos da vida. Esta foi uma mútua e necessária decisão e o guitarrista deixou o Iced Earth, fazendo com que a banda voltasse à procura por um novo guitarrista.  Através de um processo de audição, a banda aderiu Larry Tarnowski de Chicago ao seu time, como substituto de Randy.

### Something Wicked This Way ComeseDemons & Wizards
Lançado em Junho de 1998, Something Wicked This Way Comes foi um grande sucesso desde o começo e em 2019, a Metal Hammer o elegeu como o 21º melhor álbum de power metal de todos os tempos. O ponto alto foi a estreia do álbum na lista dos 20 mais vendidos na Alemanha. Esta foi uma grande conquista para a banda e eles caíram direto na estrada para promover o disco. A turnê começou com alguns shows de aquecimento, antes da aparição no prestigiado Dynamo Festival. A banda iria continuar a tocar em alguns festivais na Europa, incluindo o Bang your Head (o festival organizado pela revista alemã de power metal Heavy Oder Was?!, e uma apresentação, como headliners no reverenciado Wacken Open Air.
A banda também fez diversas turnês pelos EUA, incluindo a Costa Leste e Oeste, assim como o Centro Oeste do país. O conjunto também tocou no Milwaukee Metalfest e, pela primeira vez, fez shows no Canadá. No geral, Something Wicked This Way Comes foi um grande passo à frente para a banda e os deixou em uma ótima posição, continuando a sua ascensão.
Jon achou que era a hora certa para um disco ao vivo. A Grécia foi escolhida como o local certo para a gravação do álbum, devido ao genuíno afeto e paixão que os fãs gregos tinham pela banda. Jon havia ficado surpreso com a tamanha recepção que a banda recebeu por lá, em turnês anteriores. Ele também queria recompensar os fãs da Grécia com a honra de gravar o álbum por lá e que tivesse um título condizente com tal fato. A banda tocou duas noites consecutivas em Atenas e gravou os dois shows completos, como fonte para o material do álbum. Tocaram dois sets diversificados em ambas as noites, e assim tinham um material com mais de 30 músicas à sua disposição. O resultado final deste empreendimento foi Alive in Athens, lançado em Junho de 1999. O álbum estava disponível em vários formatos, como um cd duplo nos EUA, um cd triplo na Europa e no Japão, uma versão quíntupla de LPs, e continha um vasto conteúdo de músicas do catálogo da banda, incluindo Dante’s Inferno, Travel in Stygian e a trilogia do álbum Something Wicked This Way Comes na íntegra. O sucesso foi tanto que o álbum ganhou Disco de Ouro na Grécia, algo que não acontecia para uma banda metal desde 1992, quando Fear Of The Dark, do Iron Maiden, obteve a honraria.
Neste momento, Jon decidiu dar um tempo do Iced Earth e passou uns dois meses trabalhando em um projeto paralelo com Hansi Kürsch, líder do Blind Guardian, chamado Demons & Wizards. Este foi uma conseqüência de algumas composições que Jon e Hansi já haviam escrito alguns anos antes. Sua renomada parceria resultou em um CD homônimo e numa turnê europeia, que ambos foram altamente louvados. Um dos pontos altos desta turnê foi uma ponta como banda de abertura para o Iron Maiden em 2000, no Gods of Metal, em Monza, Itália . A banda foi nomeada para o Echo Award(equivalente ao Grammy) na Alemanha. Com o sucesso do "Demons & Wizards" já contemplado, a hora era certa para se focar no Iced Earth de novo.

### Horror ShoweDark Genesis
Jon voltou para os Estados Unidos, fez a cirurgia necessária para o seu pescoço e voltou a compor. Mais uma vez, estava cheio de ideias. Com o progresso das composições, começou a pensar em um álbum com o tema de filmes de horror. O clima de horror foi um componente chave na imagem do Purgatory, em seu passado, e os personagens de terror sempre foram uma área de interesse pessoal de Jon. O resultado deste esforço foi intitulado Horror Show, lançado em Junho de 2001. Este álbum continuou com o momento de ascensão da banda e obteve ainda mais sucesso do que o seu antecessor. Ele debutou em 1º lugar na Grécia e mais uma vez estava entre os 40 álbuns mais vendidos na Alemanha, Holanda e em alguns outros países europeus. A banda também se deu muito bem nos EUA, fazendo parte de listas dos álbuns mais vendidos de rock e de música independente. Foi aí que a banda conseguiu sua primeira marca na Billboard.
A banda obteve reconhecimento por isso, a partir das ofertas de ser a banda abertura das prestigiadas turnês do Judas Priest e Megadeth. Este foi um grande reconhecimento pelos anos de trabalho pesado que Jon e a banda tiveram. A proposta do Judas Priest veio antes, por isso eles estavam compromissados a cumpri-la. Os atentados terroristas de 11 de Setembro de 2001 levaram ao cancelamento desta, mas o Iced Earth veio depois a se juntar ao Megadeth, na segunda parte de sua turnê americana.
Enquanto a banda se preparava para a turnê com o Megadeth, ao mesmo tempo eles concluíam o lançamento de um cd tributo, Tribute To the Gods e uma Box set, Dark Genesis que permitiram uma homenagem à suas influências com o cd tributo, assim como deixou a disposição pela primeira vez a demo original "Enter The Realm", em cd. Além disso teremos os três primeiros álbuns totalmente remixados e com um novo trabalho gráfico, tudo isso graças ao lançamento da Box set Dark Genesis, que significa uma volta às raízes para a banda, pois é uma forma de pagar um tributo à suas influências, enquanto, simultaneamente, mostra o material mais antigo do Iced Earth.

### Sai Matthew Barlow
Após o lançamento da Box Dark Genesis em 2002, a hora de Jon começar a pensar em um novo álbum do Iced Earth tinha chegado. Era iminente que após os atentados de 11 de Setembro todos os membros da banda estavam abalados com a situação. O medo de novos ataques terroristas crescia cada vez mais em solo norte-americano, e, por que não dizer, no mundo todo.
Alguns meses se passaram e as primeiras notícias a respeito do novo álbum da banda surgiram, levando Jon a declarar no site oficial da banda que o título do álbum seria The Glorious Burden. Jon disse também que o disco contaria histórias de guerras civis americanas e outras datas importantes do país norte-americano. Conforme as composições iam ganhando corpo, uma notícia ruim abateu a banda: A saída, sem muitas explicações na época, do guitarrista Larry Tarnowski. Na época foi dito apenas que Larry era um excelente guitarrista, que era muito jovem e tinha um futuro muito promissor pela frente, mas que o guitarrista iria se dedicar um pouco mais aos estudos. Na verdade, o verdadeiro motivo era que Larry gostaria de participar mais dos álbuns da banda, ajudando também com composições próprias, o que não vinha a se encaixar ao perfil de Jon Schaffer para o novo disco.
Passado esse pequeno problema, a banda resolveu entrar em estúdio para começar as gravações do novo álbum. Jon chamou Ralph Santolla, guitarrista que havia já tocado com a banda Death, para dar uma força em alguns solos de algumas músicas. E tudo seguia caminhando conforme os planos de Jon...
Porém, Matthew Barlow, diferente de todo o restante da banda, não estava dando 100% de si nas gravações do álbum. Após ter gravado praticamente todas as linhas vocais para o The Glorious Burden, Jon percebeu que Matthew não transmitia seu tradicional  "feeling" nas gravações dos vocais do novo disco, e após gravarem a faixa épica chamada Gettysburg 1863, dividida separadamente em 3 músicas, Jon sentiu que não poderia lançar o álbum com os vocais que Matthew havia gravado. Afinal, o estilo que o vocalista havia demonstrado em todos os outros álbuns que gravou não estava presente. Preocupado, Jon resolveu abrir o jogo e ter uma conversa séria e franca com o vocalista. Uma conversa que rendeu uma das piores notícias que o Iced Earth poderia dar aos fãs e ao mundo da música: Matthew Barlow estava fora da banda.
Matthew simplesmente não queria mais continuar com a vida que estava tendo, e não queria mais se dedicar a música. Após os atentados de 11 de Setembro de 2001, Matthew começou a pensar na vida e no que poderia fazer de útil tanto a si próprio como para o seu país. E Matthew percebeu que o Heavy Metal, turnês e discos, não era o caminho que ele gostaria de percorrer. Matthew queria voltar a estudar e se graduar em Direito Civil.
Jon, que já havia divulgado uma data de lançamento do novo álbum e fechado um grande show no Wacken Open Air 2003, acabou mudando os planos e cancelado todos os compromissos com a banda para aquele ano, fazendo com que milhares de fãs ficassem ainda mais tristes. Era hora de refletir sobre como seria o futuro da banda de agora em diante, já que eles não tinham mais o carismático vocalista, referência de 10 entre 10 fãs da banda.

### Fase Tim "Ripper" Owens
E surgiu mais uma vez na mídia especializada a notícia, só que dessa vez de forma oficial, dando conta que Rob Halford estava para voltar ao Judas Priest, e que consequentemente Tim "Ripper" Owens seria demitido da banda. Foi o que aconteceu, mas de forma profissional, educada e amigável, tanto pelo lado do vocalista quanto pelo lado do Judas Priest. Após ser tudo oficializado, Tim Owens deu algumas declarações na imprensa falando sobre sua partida do Judas Priest: Disse que estava agradecido pelos anos que passou no Judas, provavelmente os melhores de sua vida. E o melhor de tudo era que a amizade entre os membros do Judas Priest não seria afetada. Sabia-se que Tim Owens tentaria uma carreira solo, inclusive com algumas composições próprias já concluídas.
Jon, assistindo a tudo de camarote, ligou para Tim e ofereceu-lhe a vaga de vocalista do Iced Earth, o que deixou Tim feliz e satisfeito, mas ao mesmo tempo pensativo devido a todo o alvoroço criado após a sua saída do Judas Priest e devido também ao nascimento de seu filho. Mas não demorou mais que uma semana para Tim retornar a ligação que tanto Jon esperava, aceitando o convite para ser oficialmente o novo vocalista do Iced Earth.
Já com o vocalista anunciado, a gravadora resolveu lançar um single para a faixa The Reckoning em Novembro de 2003, com 4 faixas, para ir matando a curiosidade dos fãs que tanto esperavam ansiosamente pelo retorno da banda com seu novo álbum, The Glorious Burden. O disco agrada os fãs e Owens sai em turnê com a banda. Pouco tempo depois, mais uma baixa: o baterista Richard Christy decide se dedicar a sua carreira de comediante no rádio e é substituído por Bobby Jarzombek.
Para muitos era como um sonho poder ver Tim cantando no Iced Earth, devido a sua incrível voz, mas para outros o "fantasma" de Matthew Barlow sempre ficaria vagando a cada audição do novo álbum da banda.
Ainda em 2004 o Iced Earth solta a coletânea dupla “The Blessed and the Damned”, com 23 faixas remasterizadas de todas as fases da vitoriosa carreira da banda.

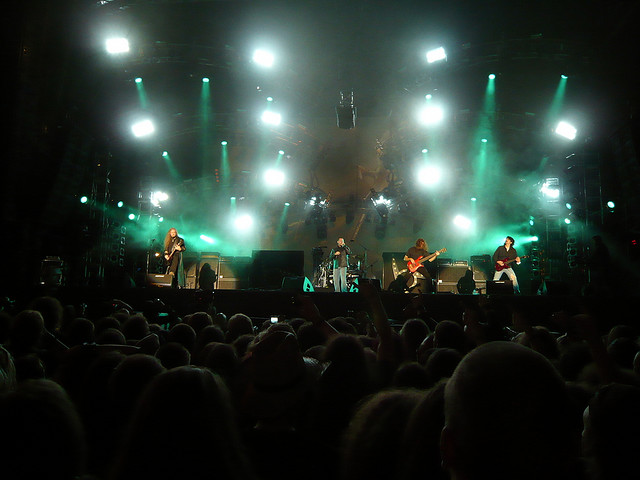
Iced Earth no Wacken Open Air, 2007

Depois de quase uma década,  Jon Schaffer resolveu desenvolver a história de Something Wicked, a canção dividida em três partes que encerrava o clássico Something Wicked This Way Comes .Assim, em 2007 é lançado o álbum  Framing Armageddon , o primeiro composto para a voz de Tim "Ripper" Owens, já que The Glorius Burden foi feito originalmente para ser cantado por Matthew Barlow.

### Retorno temporário de  Barlow
Após sair do Iced Earth, Barlow tornou-se um oficial de polícia em Georgetown. Ele também tornou-se o vocalista da banda First State Force Band, que era composta de oficiais de polícia de vários departamentos do estado de Delaware. A banda se apresentava em escolas pregando ideais como "diga não às drogas", "fique longe da violência" e "respeite seus pais, professores, a si próprios e a vida".
Em 13 de abril de 2007 Barlow voltou à música em tempo integral como o vocalista da banda dinamarquesa Pyramaze.
Barlow aceitou a oferta porque ele ainda poderia exercer sua profissão na polícia.
Em dezembro de 2007 Jon Schaffer anuncia no site oficial da banda o retorno de Matthew Barlow aos vocais da banda e cantaria no The Crucible of Man.

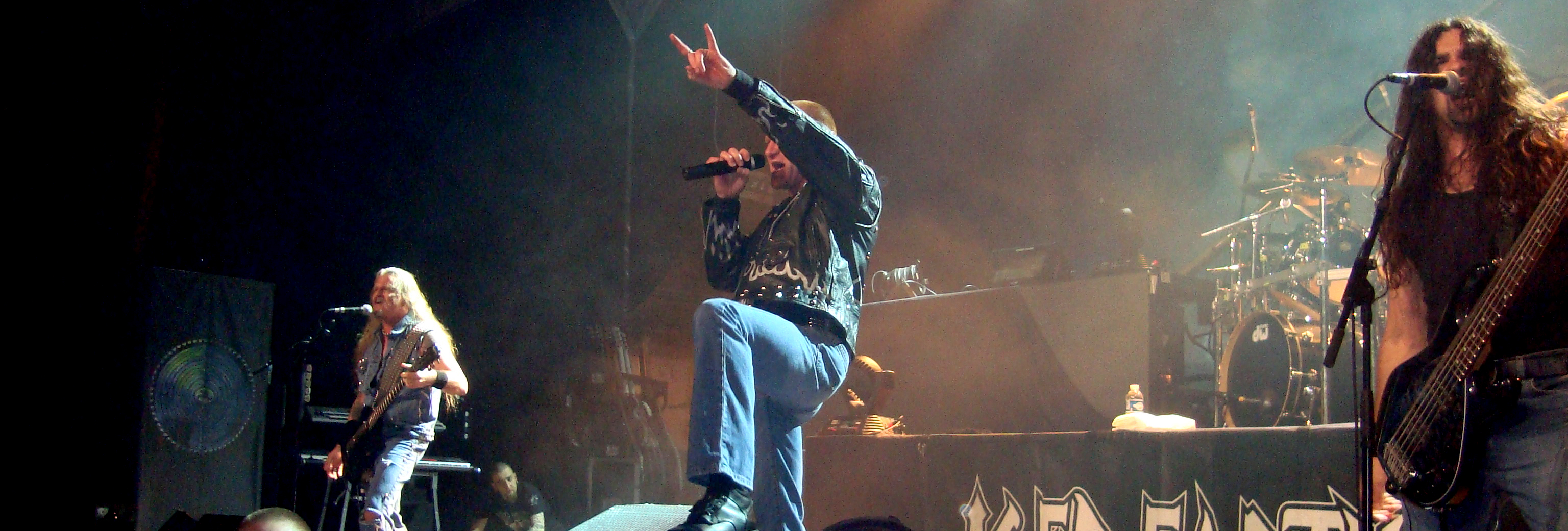
Iced Earth em Estocolmo, 2009

No dia 5 de setembro de 2008 é lançado o álbum The Crucible of Man, a última parte da trilogia Something Wicked.
No dia 6 de agosto de 2011 o vocalista Matthew Barlow realizou seu último show com a banda na Alemanha, e foi anunciado que sua saída estava confirmada, para poder ter mais tempo com a família.
No lugar dele, foi escolhido o vocalista Stu Block.
O décimo cd do Iced Earth foi lançado dia 17 de Outubro de 2011, e teve uma recepção bastante favorável, tanto dos fãs quanto da crítica, e foi o primeiro a apresentar Stu Block nos vocais, que teve sua performance bastante elogiada. Além disso, Dystopia foi o último álbum a contar com o baixista Freddie Vidales, que saiu da banda no dia 13 de Abril de 2012, e foi substituído por Luke Appleton.

### Plagues of Babylon

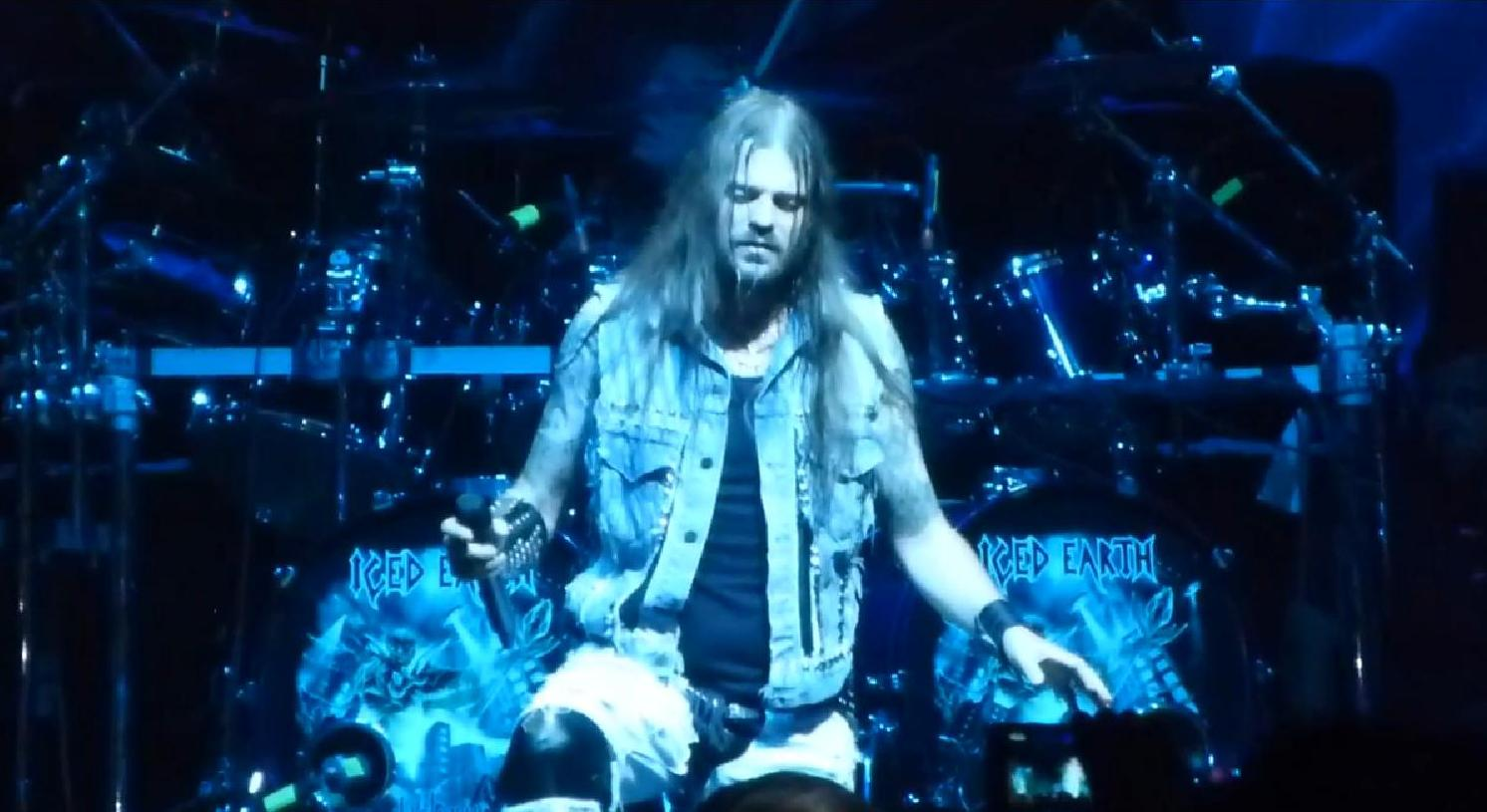
Stu Block juntou-se ao Iced Earth em 2011 para o disco Dystopia

O Décimo primeiro CD do Iced Earth foi lançado no dia 6 de Janeiro de 2014, tendo sido o primeiro álbum com o baixista Luke Appleton, que entrou na banda depois do lançamento do Dystopia. As faixas que os fãs mais gostaram foram The End, Cthullu e If I Could See You, que é uma balada que lembra I Died For You do The Dark Saga.
Curiosidades sobre o álbum:
Ele explora os vocais mais agressivos de Stu Block, porém tendo uma distorção menos pesada que a do seu antecessor, Dystopia.
Na faixa "Highwayman" o começo da música é cantado por Jon Schaffer.Essa música nada mais é do que um cover da banda Highwaymen, que contava com os mestres consagrados do calibre de Johnny Cash, Willie Nelson, Kris Kristofferson e Waylon Jennings.Na versão do Iced Earth, temos as presenças mais que especiais de Michael Poulsen (Volbeat) e Russell Allen (Symphony X/Adrenaline Mob), dividindo os vocais com Jon Schaffer e Stu Block.
Hansi Kürsch, vocalista do Blind Guardian faz participação no álbum. Sua voz pode ser ouvida nas faixas "Plagues of Babylon" "Democide" e "Among the Living Dead".

## Integrantes

### Formação atual
- Jon Schaffer  — Guitarra e vocais  (1985-presente)
- Brent Smedley — Bateria (1996-1997, 1998-1999, 2006-2013, 2015–presente)

## Discografia
- Iced Earth (1990)
- Night of the Stormrider (1991)
- Burnt Offerings (1995)
- The Dark Saga (1996)
- Something Wicked This Way Comes (1998)
- Horror Show (2001)
- Tribute to the Gods (2001)
- The Glorious Burden (2004)
- Framing Armageddon (2007)
- The Crucible of Man (2008)
- Dystopia (2011)
- Plagues of Babylon (2014)
- Incorruptible (2017)